# Miljačići
Miljačići su naseljeno mjesto u općini Kakanj, Federacija Bosne i Hercegovine, BiH.

## Povijest
Prije popisa stanovništva 1981. godine naseljenom mjestu Miljačići pripojena su naseljena mjesta Pezeri i Zajezda.

## Stanovništvo

### 1991.
Nacionalni sastav stanovništva 1991. godine, bio je sljedeći:
ukupno: 318
- Hrvati - 262
- Muslimani - 44
- Srbi - 1
- Jugoslaveni - 2
- ostali, neopredijeljeni i nepoznato - 9

### 2013.
Nacionalni sastav stanovništva 2013. godine, bio je sljedeći:
ukupno: 64
- Bošnjaci - 31
- Hrvati - 29
- ostali, neopredijeljeni i nepoznato - 4

## Religija
Miljačići pripadaju Vrhbosanskoj nadbiskupiji Rimokatoličke crkve, Sutješkom dekanatu župe sv. Ivana Krstitelja u Kraljevoj Sutjesci, koju pastoriziraju franjevci Bosne Srebrene. U mjestu je jedno rimokatoličko groblje.